# En Marcha (Colombia)
En Marcha es un movimiento político de origen liberal fundado en noviembre de 2018.
El movimiento se origina entre 2018 y 2021, luego se suma a una coalición centrista en 2021, de la cual fueron elegidos 3 senadores con la Alianza Social Independiente, se convierte en partido político en diciembre de 2022 y se sumó al gobierno de Gustavo Petro en abril de 2023 siendo un partido de coalición del Pacto Histórico, Partido que llevó al presidente Gustavo Petro a la presidencia.

## Historia

### Creación en noviembre de 2018
En noviembre de 2018, Juan Fernando Cristo anunció la creación de su movimiento político y ciudadano En Marcha, rompiendo con el Partido Liberal Colombiano.
El movimiento nació a partir de una protesta interna dentro del Partido Liberal, oponiéndose a la movilización y apoyo del partido al presidente Iván Duque.
El movimiento retoma la ideología del liberalismo social y la voluntad de diospacifista, que el Partido Liberal habría abandonado según sus dirigentes.

### Elecciones legislativas 2022 y apoyo a Gustavo Petro
Entre 2021 y 2022, el movimiento En Marcha es miembro de la Coalición Centro Esperanza y presenta nueve candidatos a la coalición en las elecciones legislativas de 2022, investidos con el aval de la Alianza Social Independiente.
Al final de las elecciones legislativas, tres candidatos son elegidos senadores : Guido Echeverri, Gustavo Moreno y Jairo Castellanos, se integraron al grupo parlamentario de la Alianza Social Independiente.
Tras apoyar al candidato Sergio Fajardo, de la Coalición Centro Esperanza en la primera vuelta de las elecciones presidenciales de 2022. El 11 de junio, Juan Fernando Cristo anunció que su movimiento apoyaría a Gustavo Petro para la segunda vuelta del 19 de junio, sin abandonar su « espíritu liberal y crítico », una postura contraria a la Coalición Centro Esperanza, que había pedido el voto en blanco o por Rodolfo Hernández.

### Creación del partido e incorporación al gobierno de Petro
En diciembre de 2022, debido a la elección de tres senadores en las elecciones legislativas y un resultado electoral suficiente con 3 senadores, el Consejo Nacional Electoral reconoció al movimiento como un nuevo partido político.
En febrero de 2023, la primera asamblea del partido anunció el nombramiento de Juan Fernando Cristo como director nacional, presidente del partido.Pero también la asamblea anuncia reconocimiento de tres senadores: Guido Echeverri, Gustavo Moreno y Jairo Castellanos.
Los tres senadores electos confirmaron entonces su ruptura con la Alianza Social Independiente, siendo reconocidos como miembros del movimiento En marcha desde sus elecciones, anunciaron su salida de la ASI, creando un grupo de En Marcha en el Senado.
Más concretamente, tras este anuncio, los tres senadores fueron expulsados del grupo parlamentario de la ASI en el Senado, partido que alegaba rebelión abierta y no haber respetado las reglas para la toma de decisiones en las reuniones del partido.
En marzo de 2023, el líder del nuevo partido Juan Fernando Cristo anunció que sus miembros votarían en línea para decidir si el partido debía apoyar (o no) al gobierno de Gustavo Petro. El 22 de abril de ese año, el partido publicó los resultados en su cuenta de Twitter, y sus miembros en su mayoría querían apoyar al gobierno de Petro con un 67 % a favor, un 26 % que quería la independencia y un 3 % en oposición.

### Declaración en independencia del gobierno
En septiembre de 2023, Juan Fernando Cristo convocó una nueva votación en línea para que los miembros y candidatos del partido puedan decidir si En Marcha seguía apoyando al gobierno de Gustavo Petro, declararse independiente o pasar a la oposición. El 21 de septiembre de ese año, el partido publicó los resultados bajo su cuenta de X, arrojando que sus militantes y miembros apoyaban en su gran mayoría la independencia con un 53,2 % a favor, un 32,5 % apoyaban al gobierno de Petro y un 14,3 % a la oposición.

## Organización

### Director Nacional
| Nombre | Nombre | Nombre               | Cargo                               |
| ------ | ------ | -------------------- | ----------------------------------- |
|        |        | Juan Fernando Cristo | Ex Ministro del Interior ex-senador |

### Secretario general
Eduardo Torres Naranjo 
Secretario general del partido en marcha

## Parlamentarios

### Senadores
| Nombre | Nombre | Nombre            | Cargo   |
| ------ | ------ | ----------------- | ------- |
|        |        | Guido Echeverri   | Senador |
|        |        | Gustavo Moreno    | Senador |
|        |        | Jairo Castellanos | Senador |